# فرودگاه نورفک منطقه‌ای
فرودگاه نورفک منطقه‌ای (به انگلیسی: Norfolk Regional Airport) (به زبان بومی: Karl Stefan Memorial Field) یک فرودگاه همگانی بهره‌برداری هوایی با کد یاتا OFK است که یک باند فرود آسفالت دارد و طول باند آن ۱۷۶۸ متر است. این فرودگاه در شهر نورفک، نبراسکا کشور ایالات متحده آمریکا قرار دارد و در ارتفاع ۴۷۹ متری از سطح دریا واقع شده است.